# Velika nagrada Eifela
Velika nagrada Eifela je automobilistička utrka Formule 1 koja se prvi i jedini put održala 2020. na stazi Nürburgring. Utrka je uvrštena u kalendar tijekom 2020., nakon niza otkazivanja drugih utrka Formule 1 zbog pandemije koronavirusa, a ime je dobila po brdskom lancu Eifel, koji se nalazi u zapadnoj Njemačkoj i istočnoj Belgiji.

### Pobjednici
| Godina | Vozač          | Bolid    | Staza       |
| ------ | -------------- | -------- | ----------- |
| 2020.  | Lewis Hamilton | Mercedes | Nürburgring |